# Марія Антоніна Мірська
МІ́РСЬКА Марія-Антоніна (світське ім’я – Марціанна; 28. 07. 1822, м. Перемишль, нині Підкарп. воєводства, Польща – 23. 11. 1905, с. Городятичі, нині Родатичі Городоц. р-ну Львів. обл.) – церковна діячка РКЦ. 1840 вступила до монастиря шариток у Львові. Від 1842 перебувала в обителі шариток у с. Новосілки (нині Золочів. р-ну Львів. обл.), але за станом здоров’я змушена залишити спільноту. Розпочала активну діяльність у Т-ві жінок милосердя св. Вінцента де Поля, яке від 1848 діяло у Львові. 1854 очолила Дім покутниць для дівчат. 1856 відвідала м. Лаваль (Франція) з метою перейняти досвід у вихов. закладі «Мізерікорд», яким опікувалися сестри Доброго Пастиря. Після повернення 16 червня 1856 склала перші обіти, 8 грудня 1857 – вічні обіти як засновниця Згромадження сестер Божого Провидіння. Того ж дня до спільноти прийнято перших кандидаток. Архієпископ Л. Баранецький номінував М. першою ген. настоятелькою Згромадження, яке 1861 затвердив львів. римо-катол. ординаріат, а 1867 – папа Пій IX. Під кер-вом М. сестри Божого Провидіння розвинули активну освітню й благочинну діяльність у закладі св. Терези (засн. 1860), до якого увійшли Дім покутниць, швей. майстерня, сиротинець (створ. 1858), а також шпиталь для убогих дітей св. Софії. 1858 сестри відкрили 4-класну початк. школу. 1881 придбала для потреб Згромадження маєток у Городятичах, де провела останні роки життя. Від 1994 триває процес беатифікації. 2008 прах М. перевезено до м. Ґродзиськ Великопольський (Великопольс. воєводство, Польща).